# Muhaymin Mustafa
Muhaymin Mustafa, né le 10 février 1999, à Nicosie-Nord, à Chypre du Nord, est un joueur turc de basket-ball. Il évolue au poste d'arrière.

## Palmarès
- Coupe de Turquie 2018
- 3e du championnat d'Europe des -16 ans 2015
- Finaliste du championnat du monde des -17 ans 2016